# Fortim da Ponta do Aracaré
O Fortim da ponta do Aracaré localizava-se na margem direita do rio São Francisco, na ponta do morro do Aracaré, abaixo de Santo Antônio de Vila Nova (hoje Neópolis), no interior do atual estado de Sergipe, no Brasil.
Foi avistada em 1859 pelo Imperador D. Pedro II (1840-1889), que registrou em seu diário de viagem:
"14 de Outubro - (...) 12 e 10' - Dobrando a ponta do morro do Acaré [Aracaré], onde há um fortim que salvou com um bacamarte, avistou-se Penedo, e depois [Santo Antônio de] Vila Nova na margem fronteira porém mais baixo, distando de Penedo, em linha reta, pela escala do mapa, 1/2 légua." (PEDRO II, 2003:105)